# Харт (остров)
Харт (англ. Hart Island) — остров в архипелаге Пелем в западной части пролива Лонг-Айленд, северо-восточнее Бронкса и восточнее Сити-Айленда в городе Нью-Йорк в США. Длина около 1,6 км, ширина около 0,53 км. Площадь 0,531 км².
В 1864 году использовался как полигон Цветными войсками Соединённых Штатов. В 1865 году остров использовался как лагерь для военнопленных Гражданской войны в США, позднее — как психиатрическая больница и туберкулёзный санаторий. В годы Холодной войны, в 1955—1960 гг. на северной оконечности острова располагалась часть зенитного ракетного комплекса Nike Ajax NY-15 на стартовых рельсах и в подземных бункерах. Контрольная станция располагалась в Форте Слокам на Дэвидс-Айленде. До 1967 года остров использовался как тюрьма и приют для бездомных. В 1967 году на острове был открыт реабилитационный центр для наркоманов «Феникс» (Phoenix House). Центр представлял собой поселение с 350 жителями и возделываемым участком земли. Устраивались фестивали, проходившие при большом количестве (до 10 тысяч) зрителей. Выпускалась газета The Hart Beat. Проводились бейсбольные матчи. В 1977 году после прекращения паромного сообщения с островом, центр «Феникс» переехал на Манхэттен и здания острова были окончательно покинуты.

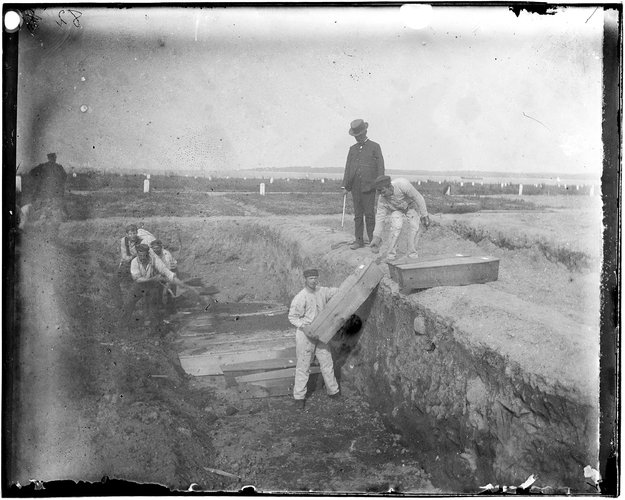
Братская могила на острове Харт. Около 1890 года. Фотограф Якоб Риис

С 1860-х годов используется городскими властями как кладбище для бездомных, бедняков, мертворождённых детей, чьи тела не были востребованы в течение 30 дней. На остров привозили около 25 тел в неделю. Массовые захоронения совершались раз в неделю. Ежегодно хоронили около 1100 тел. Во время пандемии COVID-19 срок на востребование тел сократили до 6 дней, на остров привозят около 25 тел в день, массовые захоронения совершаются ежедневно в будни, похоронами занимаются компании-подрядчики.
Является крупнейшим в стране кладбищем, финансируемым налогоплательщиками. На острове захоронены более 1 млн человек. Управлялся до 2019 года Департаментом исправительных учреждений города Нью-Йорк. Могильщиками работали заключённые острова-тюрьмы Райкерс. В 2019 году 101 акр площади передан Департаменту парков и зон отдыха Нью-Йорка по законопроекту Иданиса Родригеса, члена Городского совета Нью-Йорка. Остров открыт для посещений раз в месяц в выходные дни с 2015 года.
В Нью-Йорке Мелиндой Хант (Melinda Hunt) открыт Traveling Cloud Museum, который содержит более 65 тысяч записей о людях, похороненных в братских могилах на острове Харт.